# Autouillet
Autouillet település Franciaországban, Yvelines megyében. Lakosainak száma 655 fő (2022. január 1.). Autouillet Thoiry, Auteuil, Boissy-sans-Avoir, Garancières, Marcq és Villiers-le-Mahieu községekkel határos.

## Népesség
A település népességének változása:
| Lakosok száma | 473  | 469  | 486  | 509  | 547  | 584  | 612  | 636  | 655  |
|               | 2013 | 2015 | 2016 | 2017 | 2018 | 2019 | 2020 | 2021 | 2022 |